# Pachycentria microstyla
Pachycentria microstyla är en tvåhjärtbladig växtart som beskrevs av Odoardo Beccari. Pachycentria microstyla ingår i släktet Pachycentria och familjen Melastomataceae. Inga underarter finns listade i Catalogue of Life.